# Floor Remixes
Floor Remixes es un álbum de Cyndi Lauper de remix y nuevas versiones, cuenta con canciones de su álbum Bring ya to the brink y dos nuevas versiones de sus clásicos Time After Time y True Colors. Se lanzó un sencillo Girls Just Wanna Have Fun X Set Your Heart solo en Japón, que es un Mashup entre Girls Just Want to Have Fun y Set Your Heart.

## Listado de canciones Cd (Original Cd)
1. Girls Just Wanna Have Fun X Set Your Heart (Rich Morel)
2. Into The Nightlife (Freedombunch Mix)
3. Same Ol' Story (Pink Noise Mix)
4. Time After Time Freedombunch Mix (Japanese Dj Mix) (Solo En Japón)
5. Time After Time (Freedombunch Mix)
6. Set Your Heart (Freedombunch Remix)
7. High And Mighty (Tom Novy Remix)
8. Into The Nightlife (Johnny Pinkfinger vs Mihell Remix)
9. Same Ol' Story (Extended Mix)
10. Girls Just Wanna Have Fun X Set Your Heart Mashup
11. True Colors (Ukawanimation! Remix)

## Listado de Vídeos DVD (Bonus DVD)
1. Girls Just Wanna Set Your Hear
2. Set Your Heart (Freedombunch Remix)
3. Set Your Heart (Freedombunch Remix - Tomovie Version)
4. Set Your Heart (Freedombunch Remix - Usagi TANAKA (SCORT+) Version)

## Listado de Cd+DVD lanzado el 3 de marzo de 2009

### Cd
1. Girls Just Wanna Have Fun Set Your Heart (Rich Morel)
2. Girls Just Wanna Have Fun Set Your Heart Mashup (Rich Morel)
3. Set Your Heart Freedombunch Remix (Freedombunch)
4. Time After Time Freedombunch Mix (Japanese Dj Mix)
5. Same Ol' Story Extended Mix (From Rich Morel)
6. Same Ol' Story Pink Noise Mix (From Rich Morel)
7. True Colors (Ukawanimation! Mix)
8. Into The Nightlife Freedombunch Mi (Freedombunch)
9. Into The Nightlife Soul Seekerz Club Mix (Soul Seekerz Dub)
10. High And Mighty Tom Novy Remix
11. Echo Remix

### DVD
1. Girls Just Wanna Have Fun-Set Your Heart (DVD)
2. Set Your Heart Freedombunch Remix (Version 1) (DVD)
3. Set Your Heart Freedombunch Remix (Version 2) (DVD) --Tracks

## Créditos
- Artwork By [Art Direction] - Cyndi Lauper, Meghan Foley, Sheri Lee
- Executive Producer - Cyndi Lauper
- Management - Lisa Barbaris
- Mastered By - George Marino
- Mixed By - Jeremy Wheatley
- Other [A & R] - Daniel Werner
- Other [Additional A & R] - Carmen Cacciatore, Michael Alago
- Other [Hair] - Jutta Weiss
- Other [Make-up] - Tina Turnbow
- Other [Wardrobe] - Nikki Fontanella
- Photography - Stefanie Schneider
- Photography [Inner Tray] - Kevin Tragesis
- Producer [Additional Production] - William Wittman
- Vocals - Cyndi Lauper

## Posicionamiento
| País  | Posición |
| ----- | -------- |
| Japón | 102      |